# Valérie Kaprisky
Valérie Kaprisky (Neuilly-sur-Seine, 19 de agosto de 1962) es una actriz francesa de cine y televisión.

## Biografía y carrera
Valerie Chérès nació en Neuilly-sur-Seine, Altos del Sena, Francia. Kaprisky es el apellido de soltera de su madre polaca. Por parte de su padre, tiene ascendencia argentina y turca. Cuando tenía ocho años, su familia se mudó a Cannes, donde descubrió el Festival de Cine de Cannes y decidió convertirse en actriz. A los 17 años se mudó a París para inscribirse en la academia de actuación Cours Florent.
Tras realizar algunos papeles menores, protagonizó el largometraje Aphrodite (1982) y un año más tarde debutó en el cine de Hollywood en el remake de A Bout de Souffle, titulado Breathless (1983) junto con Richard Gere. También protagonizó La femme publique (1984) de Andrzej Żuławski, actuación por la que recibió una nominación a los Premios César.

## Filmografía

### Cine y televisión
- 1981 : Le Jour se lève et les conneries commencent
- 1981 : Les Hommes préfèrent les grosses
- 1982 : Une glace avec deux boules ou je le dis à maman
- 1982 : Aphrodite : Pauline
- 1982 : Légitime violence : Nadine
- 1983 : Breathless : Monica Poiccard
- 1984 : La femme publique: Ethel
- 1984 : L'Année des méduses: Chris
- 1986 : La Gitane : Mona
- 1988 : Mon ami le traître : Louise
- 1989 : Stradivari : Francesca
- 1991 : Milena : Milena Jesenska
- 1991 : L'Amérique en otage: Zaleh
- 1993 : La Fine è nota : Maria Manni
- 1994 : Desire in Motion: Catherine
- 1995 : Noël et après : Nicole
- 1995 : Dis-moi oui... : Nathalie
- 1997 : L'Enfant du bout du monde: Alice Valère
- 1998 : La Dernière des romantiques: Lise Marie
- 1998 : Il Tesoro di Damasco: Marie
- 1999 : Brigade des mineurs: Laurence Dorlaville
- 2000 : Toute la ville en parle: Fabienne Serrant
- 2001 : Glam : Treasure
- 2002 : Sentiments partagés: Lisa
- 2003 : Fenêtre sur couple : Fany
- 2003 : Une place parmi les vivants : Maryse
- 2003 : L'Acqua... il fuoco : Iris
- 2004 : L'Homme de mon choix: Camille Rozières
- 2004 : Moitié-moitié: Elizabeth Da Silva
- 2005 : Mon petit doigt m'a dit... : Françoise Blayes
- 2005 : Jaurès, naissance d'un géant: Louise
- 2005 : Galilée: Marina
- 2007 : Le Cœur des hommes 2: Jeanne
- 2007 : Le Clan Pasquier: Lucie
- 2012 : Joséphine, ange gardien
- 2014 : Salaud, on t'aime: Francia
- 2021 : The Last Mercenary: Ministra Sivardière